# Hemithea isabella
Hemithea isabella là một loài bướm đêm trong họ Geometridae.